# Riccia asprella
Riccia asprella là một loài rêu trong họ Ricciaceae. Loài này được Carrington & Pearson mô tả khoa học đầu tiên năm 1887.
Danh pháp khoa học của loài này chưa được làm sáng tỏ. 